# جکوزی

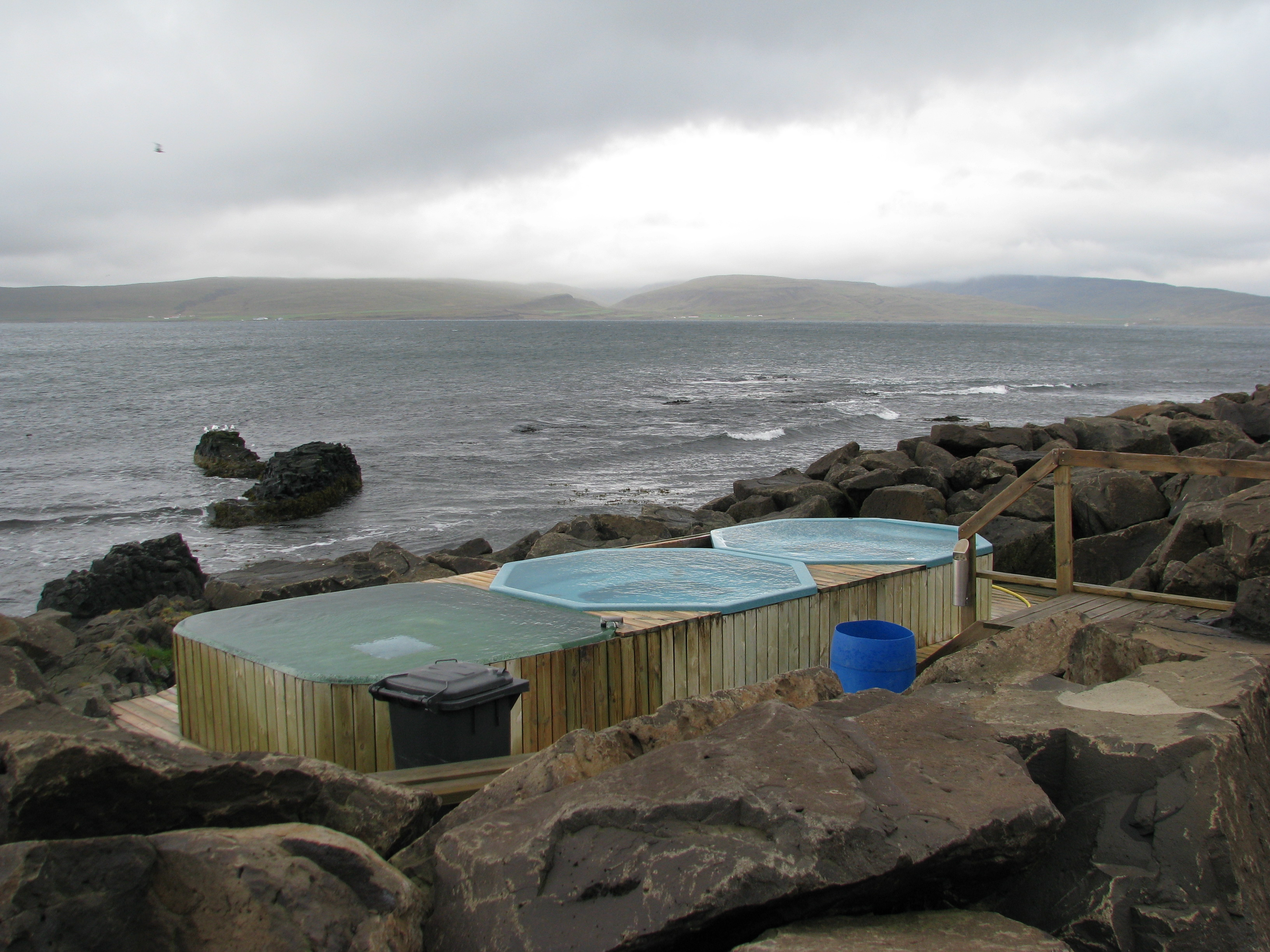
جکوزی‌ها در فضای باز

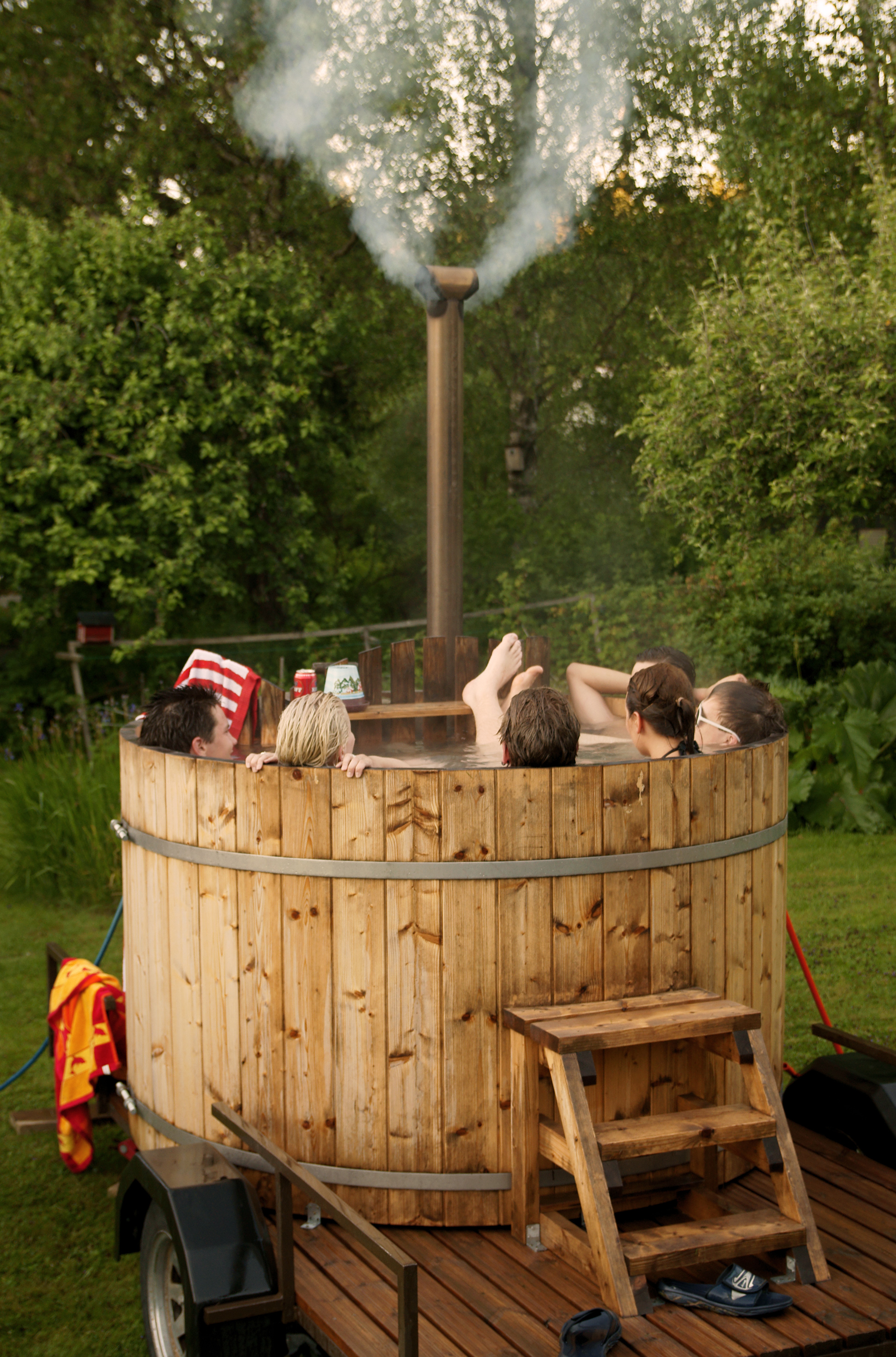
یک جکوزی چوبی روی واگن چرخدار

جکوزی، وان بزرگی پر از آب است که برای آب‌درمانی، آرامش یا لذت بردن استفاده می‌شود. برخی از آنها برای نوعی آب‌درمانی و ماساژ با عنوان هیدروماساژ استفاده می‌شوند. جکوزی‌ها ممکن است در فضای باز یا سرپوشیده قرار داشته باشند. این نوع وان‌ها در ایران بیشتر با همان نام تجاری جکوزی شناخته می‌شوند.
جکوزی در واقع محیط بسته حوضچه مانندی است که آب موجود در آن فضا جهت ماساژ دادن عضله‌های مختلف بدن با فشار زیاد توسط پمپ‌های قوی از طریق لوله‌های تعبیه شده در قسمت‌های مختلف دیواره به داخل حوضچه رانده می‌شود. از جکوزی به منظور رفع خستگی و ماساژ آبی استفاده می‌شود. استفاده‌کنندگان از جکوزی در داخل حوضچه قرار می‌گیرند و اعضاء بدن خود را به تناوب در مسیر فواره‌های زیر آب قرار می‌دهند. همچنین جکوزی دارای یک یا چند پله یا پاشویه است تا افرادی که از آن استفاده می‌کنند بتوانند بر روی آن بنشینند. معمولاً از سرامیک و کاشی برای تزیین جکوزی استفاده می‌شود.
انواع جکوزی از نظر گنجایش به دو دسته یک‌نفره و چندنفره تقسیم می‌شود. جکوزی یک‌نفره مانند وان حمام بوده وجهت تأمین فشار مورد نیاز جت‌ها از یک پمپ استفاده می‌کند. بدنه جکوزی یک‌نفره که در حمام یا در اتاق‌ها نصب می‌شود معمولاً از جنس فایبرگلاس ساخته می‌شود. در این نوع جکوزی پس از هر بار مصرف، آب جکوزی تخلیه می‌شود که بعضی از این نوع جکوزی‌ها مجهز به المنت حرارتی جهت گرم کردن آب نیز هستند. جکوزی چندنفره با توجه به ظرفیت آن دارای ابعاد مختلفی است؛ داخل آن از آب پر شده و توسط جت‌هایی به داخل آن از اطراف با فشار معین آب گرم دمیده می‌شود. جکوزی چند نفره در ساختمان‌ها و محل‌های عمومی مورد استفاده قرار می‌گیرد. جکوزی چند نفره از مصالح ساختمانی و با همان شرایط دیوارهای استخر ساخته می‌شود. اجزای سیستم تصفیه جکوزی‌های چند نفره تجهیزات استخرهای کوچک است. پمپ تصفیه در سیستم جکوزی مانند کار پمپ تصفیه استخر است. آب را از کف جکوزی گرفته و پس از عبور از صافی اولیه به سمت صافیهای اصلی هدایت می‌کند.
جکوزی یا در محل ساخته می‌شود یا به‌طور پیش‌ساخته تهیه شده و در محل نصب می‌گردد. جکوزی بادی یکی از انواع جکوزی پیش‌ساخته است که در مقایسه با جکوزی‌های سرامیکی قیمت کمتری دارد. این نوع از جکوزی سبک و قابل حمل است.
برخی از جکوزی‌های مدرن دارای تجهیزات و امکاناتی مانند ماساژِر، سیستم تزریق گاز ازن به منظور استرلیزه کردن آب، چراغ‌های زیر آب، چراغ‌های پس‌زمینه، صفحه کنترل کامپیوتری، رادیو، اسپیکر ضدآب، ریموت کنترل و بالشتک زیرسری هستند.

## تاریخچه
نخستین حمام‌های گرم کالدراهایی بودند که برای گرم کردن آب سنگ‌های داغ در آن‌ها قرار می‌دادند. حمام‌های ایکاریا به‌طور خاص در هیدروتراپی از قرن چهارم قبل از میلاد مکانی محبوب بودند. بقایای حمام‌های مرمر تخریب شده همراه با یک قنات ماقبل تاریخ که در این منطقه کشف شده‌اند، شواهد قانع‌کننده‌ای از محبوبیت این مکان‌ها در دوران باستان ارائه می‌دهند.
در سال ۷۳۷ میلادی اولین اونسن در ژاپن در نزدیکی ایزومو، شیمانه افتتاح شد و قرن‌ها بعد اولین ریکنان‌ها (مهمان‌خانه‌ها) برای ارائه غذا، اقامت و حمام با نام اوفورو ساخته شدند.
در روم باستان سه نوع حمام وجود داشت: خانگی (balnea)، خصوصی (balnea privata) و عمومی. این عمل حمام کردن چنان رایج بود که لژیون‌های رومی در طول اشغال طولانی‌مدت خود در سرزمین‌های خارجی، حمام‌های مخصوص به خود را در چشمه‌های معدنی و حرارتی در سرزمین‌های تازه تسخیر شده ساختند.
در دهه ۱۹۴۰، حمام‌های هیدروماساژ که از اوفوروی ژاپنی الهام گرفته شده بودند، شروع به ظهور کردند. پمپ‌های هیدروتراپی توسط جکوزی معرفی شدند. حمام‌های هیدروماساژ با بدنه فایبرگلاس تقریباً در سال ۱۹۷۰ ظاهر شدند و به‌زودی توسط بدنه‌های اکریلیک قالبی جایگزین شدند.

## ایمنی
استفاده از جکوزی جهت مادران باردار به هیچ عنوان توصیه نمی‌شود؛ زیرا گرمای آب به کودک درون رحم مادر آسیب جدی وارد می‌نماید. استفاده از لنز نیز در محیط جکوزی با توجه به حرارت آب و تأثیر آن بر لنز توصیه نمی‌شود.

## نگارخانه

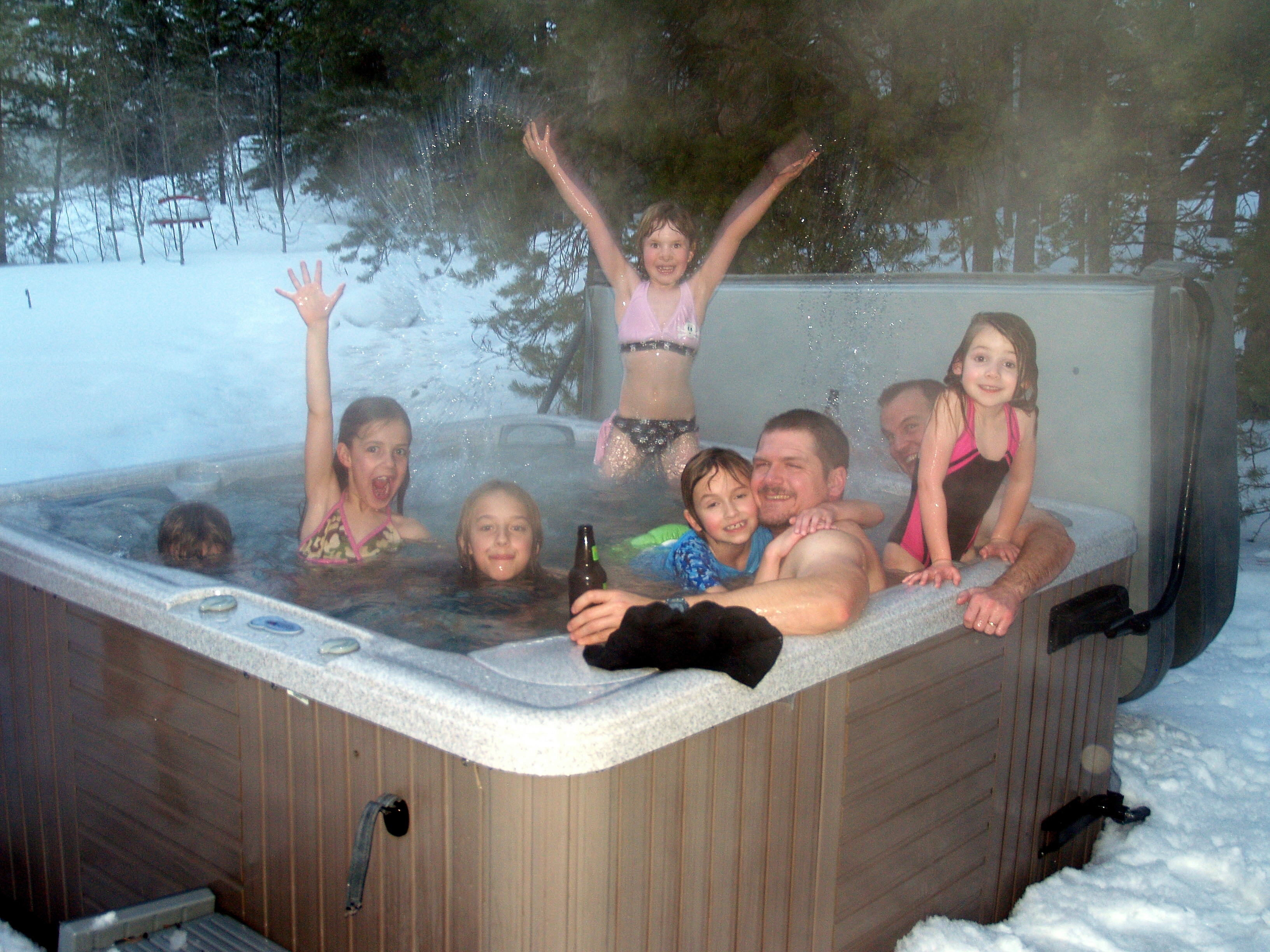
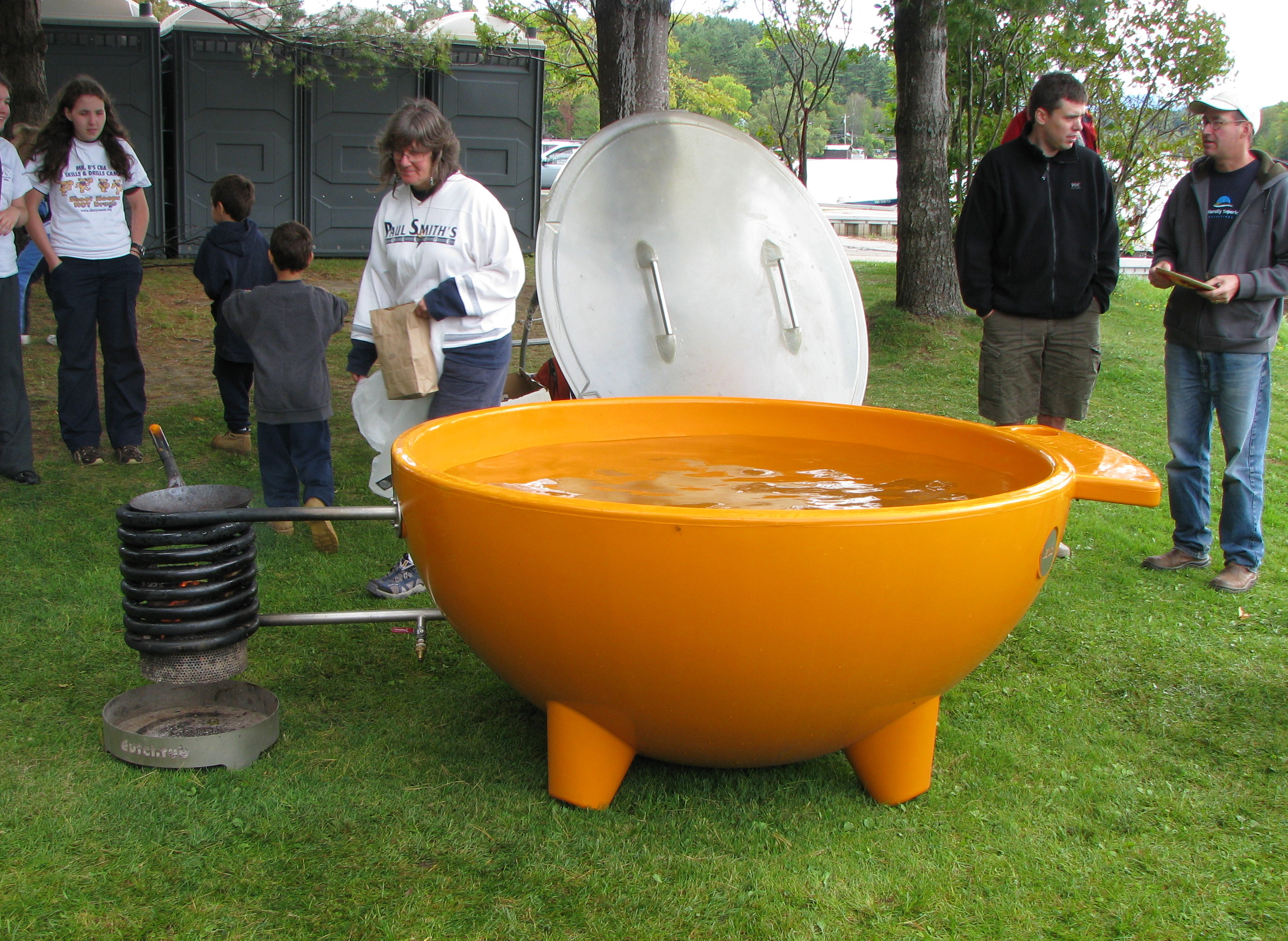
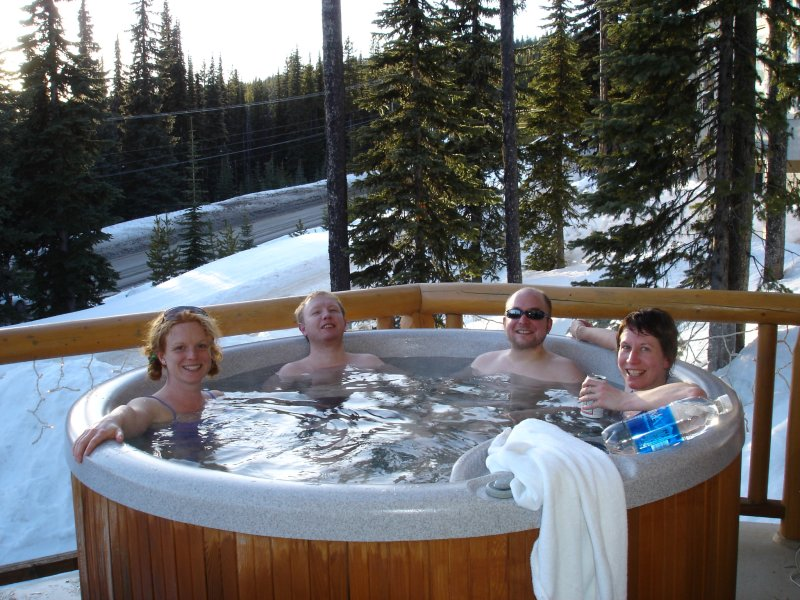